# Voeltzkowia yamagishii
Voeltzkowia yamagishii is een hagedis uit de familie skinken (Scincidae).

## Naam en indeling
Voeltzkowia yamagishii werd voor het eerst wetenschappelijk beschreven door Shuichi Sakata en Tsutomu Hikida in 2003. Het was lange tijd de enige soort uit het monotypische geslacht Sirenoscincus, tot in 2012 een tweede soort werd beschreven; Voeltzkowia mobydick.
In 2015 werden deze taxa in het geslacht Voeltzkowia geplaatst. De geslachtsnaam is een eerbetoon aan de Duitse natuuronderzoeker Alfred Voeltzkow (1860–1947).

## Uiterlijke kenmerken
De skink heeft een langwerpige lichaamsvorm en heeft korte voorpootjes, achterpoten ontbreken. De voorpootjes zijn nog wel voorzien van klauwtjes, in tegenstelling tot de verwante soort Voeltzkowia mobydick, die flipperachtige voorpoten heeft. De skink heeft geen ogen of gehooropeningen en leidt een gravend bestaan in de strooisellaag. De lichaamskleur is roze.

## Verspreiding en habitat

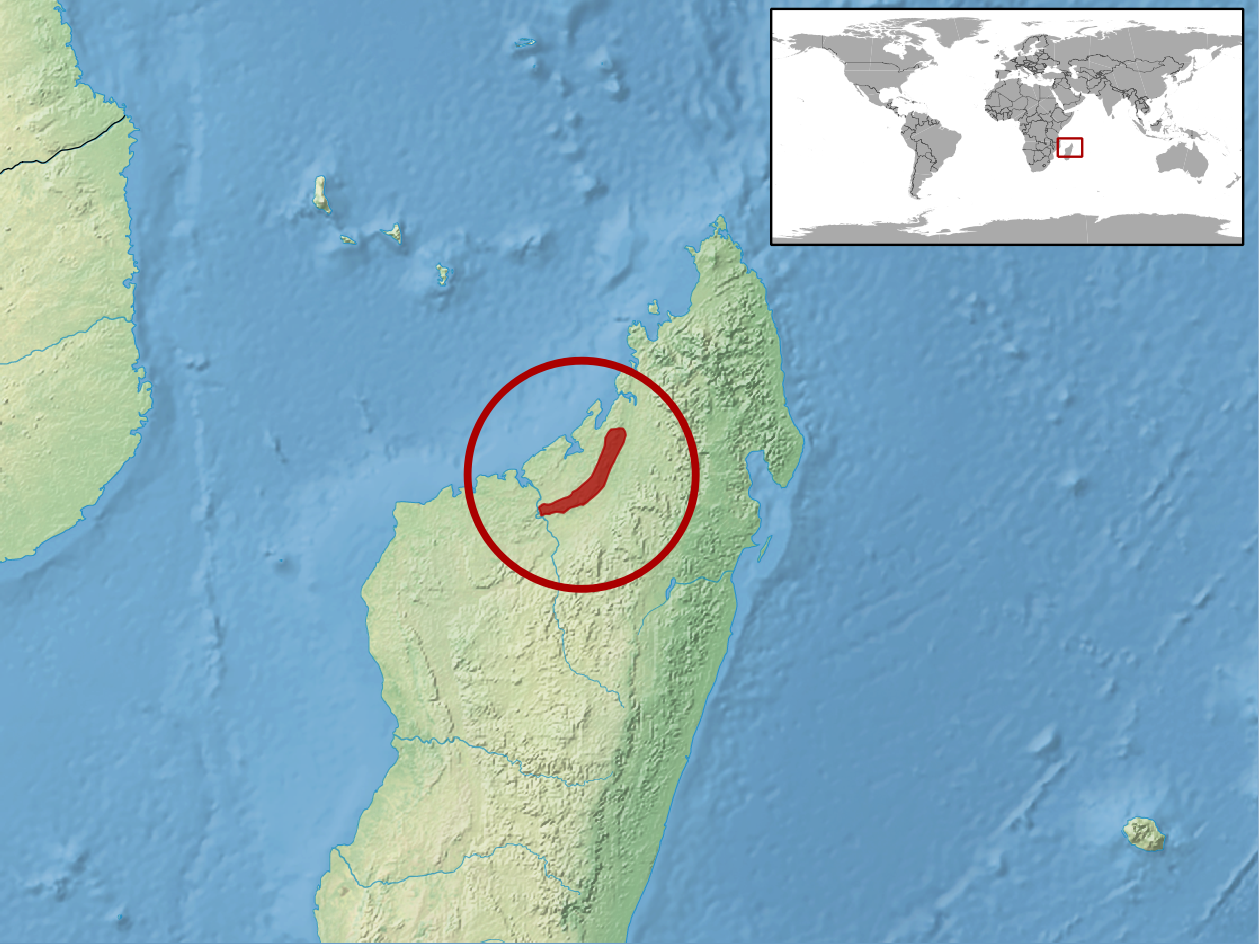
Verspreidingsgebied in het rood

Voeltzkowia yamagishii komt endemisch voor op het ten oosten van Afrika gelegen eiland Madagaskar. De hagedis is aangetroffen in het noorden van het land. Het is een bewoner van tropische en subtropische bossen. De hagedis is aangetroffen op een hoogte van ongeveer 50 tot 300 meter boven zeeniveau.

## Beschermingsstatus
Door de internationale natuurbeschermingsorganisatie IUCN is de beschermingsstatus 'bedreigd' toegewezen (Endangered of EN).